# Бобриківка
Бобри́ківка (до 1956 року — хутір Бобриківка) — село в Україні, у Довжанській міській громаді Довжанського району Луганської області. Населення становить 379 осіб.
Знаходиться на тимчасово окупованій території України.

## Географія
Географічні координати: 48°8' пн. ш. 39°43' сх. д. Часовий пояс — UTC+2. Загальна площа села — 29,26 км².
Село розташоване у східній частині Донбасу за 12 км від Довжанська. Найближча залізнична станція — Красна могила, за 12 км. Через село протікає річка Нагольна.

## Історія
Поселення засноване в 1776 році Д. Бобриковим. Територія заселена селянами з Правобережної та Лівобережної України.
Статус села — з 1956 року.
12 червня 2020 року, відповідно до Розпорядження Кабінету Міністрів України № 717-р «Про визначення адміністративних центрів та затвердження територій територіальних громад Луганської області», увійшло до складу Довжанської міської громади.
17 липня 2020 року, в результаті адміністративно-територіальної реформи та ліквідації  колишніх Довжанського (1938—2020) та Сорокинського районів, увійшло до складу новоутвореного Довжанського району.

## Населення

### Мова
Розподіл населення за рідною мовою за даними перепису 2001 року:
| Мова       | Кількість | Відсоток |
| ---------- | --------- | -------- |
| російська  | 299       | 78.89%   |
| українська | 78        | 20.85%   |
| білоруська | 1         | 0.26%    |
| Усього     | 378       | 100%     |

За даними перепису 2001 року населення села становило 379 осіб, з них 20,58% зазначили рідною мову українську, 78,89% — російську, а 0,53% — іншу.

## Економіка
До 2014 року, на території села функціонувало фермерське підприємство.

## Пам'ятки
Поблизу села виявлено 3 курганних могильника з 19 могилами.